# Окулус
«О́кулус» (англ. Oculus) — американский мистический триллер с элементами фильма ужасов режиссёра Майка Флэнагана. Премьера фильма состоялась 8 сентября 2013 года на Кинофестивале в Торонто. Фильм вышел в широкий прокат 11 апреля 2014 года. Картина основана на более раннем короткометражном фильме Флэнегана Oculus: Chapter 3 — The Man with the Plan.

## Сюжет
Достигшего совершеннолетия юношу Тима Рассела выписывают из психиатрической лечебницы, где он проходил курс принудительного лечения после совершённого им в десятилетнем возрасте убийства собственного отца. Сразу после убийства Тим настаивал, что в события вмешались сверхъестественные силы. Теперь, после излечения, он отказался от этой мысли. Тима встречает старшая сестра Кейли, которая работает аукционистом, продавая антиквариат.
Далее сюжет перемежается флешбэками, в которых описывается трагедия семьи Расселов. В 2002 году инженер-программист Алан Рассел переезжает в новый дом с женой Мари, 10-летним сыном Тимом и 12-летней дочерью Кейли. Алан покупает в свой кабинет большое старинное зеркало, после чего в доме начинают происходить странности: у Алана и Мари появляются видения, затем Алану является призрачная женщина Марисоль, Мари впадает в паранойю. После того, как Кейли рассказывает, что застала отца с Марисоль, Мари пытается убить их с Тимом. Алан сажает жену на цепь в собственной спальне и перестаёт обращать внимание на детей. Кейли догадывается, что зеркало имеет собственную волю и управляет людьми, вызывая у них иллюзии. Попытки детей найти помощь проваливаются: соседи не верят в их историю, а на звонок врачу и в полицию всякий раз один и тот же голос отвечает, что должен позвонить отец.
Алан и Мэри пытаются убить детей, но Мэри внезапно приходит в чувство и Алан убивает её. Кейли и Тим хотят разбить зеркало, но им это не удаётся. Алан настигает их, но в последний момент, опомнившись, направляет на себя пистолет и заставляет Тима нажать спусковой крючок. Дом наполняется призраками жертв зеркала, но детям удаётся выйти наружу. Полиция берёт Тима под стражу. Брат и сестра обещают воссоединиться и уничтожить зеркало. Уезжая в полицейской машине, Тим видит, как призраки родителей смотрят ему вслед из окна.
За прошедшие годы Кейли изучила историю зеркала и пришла к выводу, что в зеркале скрывается сущность по имени «Окулус», питающаяся жизненной силой людей и управляющая ими с помощью иллюзий. Кейли хочет уничтожить зеркало, но перед этим добыть доказательства его сверхъестественной силы, чтобы оправдать родителей. Используя служебное положение, она завладевает зеркалом, отвозит его домой и ставит в комнату со множеством видеокамер. Ее цель это разрушить зеркало, а для избегания ее влияния она подготовилась, обставив комнату таймерами для еды, воды и звонков (некоторые жертвы зеркала погибали от обезвоживания в шаговой доступности от воды). Чтобы защититься от зеркала, она настраивает «убивающий маятник» — устройство, которое угрожает разбить маятник в конце каждого часа, если в течение десяти секунд сигнала таймера никто не нажмёт кнопку отмены. Для страховки она просит своего жениха Майкла приехать, если она перестанет отвечать на звонки. Так же Кейли отслеживает радиус влияния зеркала с помощью растений, умирающих от контакта с ним.
Тим пытается убедить сестру, что их воспоминания — плод фантазии, и проводить эксперимент нет смысла. Брат и сестра спорят в комнате с зеркалом до вечера, и вдруг обнаруживают, что видеокамеры передвинулись сами собой. На записи они видят, что сами переставили камеры так, что из вида пропала часть комнаты, но они ничего об этом не помнят. Приходится признать, что зеркало действительно управляет ими. Они пытаются покинуть сферу влияния зеркала, но всякий раз снова оказываются в доме. На звонок в полицию им отвечает тот же голос, что разговаривал с ними в детстве. Майкл приезжает на помощь, но когда он входит в дом, обманутая зеркалом Кейли убивает его. В доме появляются призраки родителей Тима и Кейли, призраки других жертв зеркала. Тим и Кейли периодически начинают ощущать себя детьми, словно прошлое и настоящее смешивается в событиях, происходящих в доме. В итоге зеркалу удаётся заманить Тима в комнату, где оно висит, а Кейли заставить подойти к себе. Тим, не видящий Кейли, решает уничтожить зеркало и вручную активирует «маятник». Тот, падая, убивает сестру. Зеркало остаётся цело.
Полиция приезжает и арестовывает Тима точно так же, как и одиннадцать лет назад. Как и в детстве, взрослый Тим кричит, что «это сделало зеркало». Парня усаживают в точно такую же машину, и, отъезжая от дома, он снова видит, как призраки родителей наблюдают за ним, но к ним присоединяется взрослая Кейли. Когда полицейская машина отъезжает, Кейли опускает голову.

## В ролях
- Карен Гиллан — Кейли Расселл
- Аннализа Бассо — Кейли Расселл в детстве
- Брентон Туэйтес — Тим Расселл
- Гаррет Райан — Тим Расселл в детстве
- Рори Кокрейн — Алан Расселл
- Кэти Сакхофф — Мари Расселл
- Джеймс Лафферти — Майкл
- Кейт Сигел — Марисоль Чавес
- Кортни Белл — аукционистка

## Отзывы
Фильм получил в основном положительные отзывы кинокритиков. На сайте Rotten Tomatoes на основе 121 рецензии фильм имеет рейтинг 74 %, при этом оценка пользователей 53 %.